# Claude Dambury
Claude Dambury (Cayenne, Guaiana Francesa, 30 de juliol de 1971) és un futbolista que ha disputat dos partits amb la selecció de la Guaiana Francesa.